# سفورونوس (بيريا)
سفورونوس (Σβορώνος) هي مدينة في بيريا في مقاطعة فوريا إلادا في اليونان.